# Temporada 2024 del Campeonato de Fórmula Regional Europea
La temporada 2024 del Campeonato de Fórmula Regional Europea fue la sexta edición de dicha competición. Comenzó el 11 de mayo en Hockenheim y finalizó el 27 de octubre en Monza.
Rafael Câmara se coronó campeón de la categoría en la ronda de Barcelona, mientras que Prema Racing se quedó con el título de escuderías.

## Escuderías y pilotos
| Escudería             | N.º | Piloto                 | Estado | Rondas        |
| --------------------- | --- | ---------------------- | ------ | ------------- |
| Saintéloc Racing      | 2   | Matteo De Palo         | N      | Todas         |
| Saintéloc Racing      | 44  | Théophile Naël         |        | Todas         |
| Saintéloc Racing      | 74  | Enzo Peugeot           | N      | Todas         |
| Prema Racing          | 3   | Ugo Ugochukwu          |        | Todas         |
| Prema Racing          | 5   | Rafael Câmara          |        | Todas         |
| Prema Racing          | 13  | James Wharton          |        | Todas         |
| Trident               | 4   | Roman Bilinski         |        | 1-2, 7-10     |
| Trident               | 4   | Michael Belov          |        | 4-6           |
| Trident               | 7   | Nicola Lacorte         | N      | Todas         |
| Trident               | 66  | Ruiqi Liu              |        | Todas         |
| KIC Motorsport        | 6   | Alex Sawer             | N      | 1-6, 8-10     |
| KIC Motorsport        | 29  | Nandhavud Bhirombhakdi | N      | Todas         |
| KIC Motorsport        | 43  | Costa Toparis          |        | 1-2           |
| KIC Motorsport        | 43  | John Bennett           |        | 3             |
| KIC Motorsport        | 43  | Gao Yujia              |        | 4-6           |
| KIC Motorsport        | 43  | Maya Weug              |        | 7             |
| KIC Motorsport        | 43  | Enzo Scionti           |        | 9             |
| R-ace GP              | 8   | Tuukka Taponen         |        | Todas         |
| R-ace GP              | 20  | Zachary David          |        | Todas         |
| R-ace GP              | 23  | Enzo Deligny           | N      | Todas         |
| G4 Racing             | 9   | Kanato Le              | N      | Todas         |
| G4 Racing             | 16  | Romain Andriolo        | N      | Todas         |
| G4 Racing             | 33  | Jesse Carrasquedo Jr.  |        | 1-4           |
| G4 Racing             | 33  | Alvaro Cho             | N      | 5-6           |
| G4 Racing             | 33  | Jett Bowling           |        | 9-10          |
| ART Grand Prix        | 10  | Alessandro Giusti      |        | Todas         |
| ART Grand Prix        | 14  | Léna Bühler            |        | 1-6           |
| ART Grand Prix        | 95  | Evan Giltaire          | N      | Todas         |
| ART Grand Prix        | 96  | Yaroslav Veselaho      |        | Todas         |
| MP Motorsport         | 11  | Nikita Bedrin          |        | 1, 3, 5, 7-10 |
| MP Motorsport         | 11  | Isaac Barashi          |        | 4, 6          |
| MP Motorsport         | 47  | Nikhil Bohra           |        | Todas         |
| MP Motorsport         | 55  | Valerio Rinicella      | N      | Todas         |
| Van Amersfoort Racing | 15  | Brando Badoer          |        | Todas         |
| Van Amersfoort Racing | 22  | Pedro Clerot           | N      | Todas         |
| Van Amersfoort Racing | 89  | Ivan Domingues         | N      | Todas         |
| Iron Dames            | 19  | Marta García           |        | Todas         |
| Iron Dames            | 28  | Doriane Pin            | N      | 1-2, 5-10     |
| RPM                   | 27  | Edgar Pierre           | N      | Todas         |
| RPM                   | 57  | Noah Strømsted         | N      | Todas         |
| RPM                   | 99  | Giovanni Maschio       |        | Todas         |

| Icono | Leyenda         |
| ----- | --------------- |
| N     | Novato          |
| F     | Trofeo Femenino |
| I     | Invitado        |

## Calendario
| Ronda   | Ronda | Circuito                                       | Fecha            |
| ------- | ----- | ---------------------------------------------- | ---------------- |
| 1       | C1    | Hockenheimring, Hockenheim                     | 11 de mayo       |
| 1       | C2    | Hockenheimring, Hockenheim                     | 12 de mayo       |
| 2       | C1    | Circuito de Spa-Francorchamps, Francorchamps   | 25 de mayo       |
| 2       | C2    | Circuito de Spa-Francorchamps, Francorchamps   | 26 de mayo       |
| 3       | C1    | Circuito de Zandvoort, Zandvoort               | 8 de junio       |
| 3       | C2    | Circuito de Zandvoort, Zandvoort               | 9 de junio       |
| 4       | C1    | Hungaroring, Mogyoród                          | 22 de junio      |
| 4       | C2    | Hungaroring, Mogyoród                          | 23 de junio      |
| 5       | C1    | Autódromo Internacional del Mugello, Scarperia | 13 de julio      |
| 5       | C2    | Autódromo Internacional del Mugello, Scarperia | 14 de julio      |
| 6       | C1    | Circuito Paul Ricard, Le Castellet             | 20 de julio      |
| 6       | C2    | Circuito Paul Ricard, Le Castellet             | 21 de julio      |
| 7       | C1    | Autodromo Enzo e Dino Ferrari, Imola           | 7 de septiembre  |
| 7       | C2    | Autodromo Enzo e Dino Ferrari, Imola           | 8 de septiembre  |
| 8       | C1    | Red Bull Ring, Spielberg                       | 14 de septiembre |
| 8       | C2    | Red Bull Ring, Spielberg                       | 15 de septiembre |
| 9       | C1    | Circuito de Barcelona-Cataluña, Montmeló       | 28 de septiembre |
| 9       | C2    | Circuito de Barcelona-Cataluña, Montmeló       | 29 de septiembre |
| 10      | C1    | Autodromo Nazionale di Monza, Monza            | 26 de octubre    |
| 10      | C2    | Autodromo Nazionale di Monza, Monza            | 27 de octubre    |
| Fuente: |       |                                                |                  |

## Resultados
| Ronda | Ronda | Ronda             | Pole Position  | Vuelta rápida     | Piloto ganador    | Escudería ganadora | Novato ganador |
| ----- | ----- | ----------------- | -------------- | ----------------- | ----------------- | ------------------ | -------------- |
| 1     | C1    | Hockenheim        | Rafael Câmara  | Rafael Câmara     | Rafael Câmara     | Prema Racing       | Ivan Domingues |
| 1     | C2    | Hockenheim        | James Wharton  | Evan Giltaire     | Evan Giltaire     | ART Grand Prix     | Evan Giltaire  |
| 2     | C1    | Spa-Francorchamps | Roman Bilinski | Noah Strømsted    | Rafael Câmara     | Prema Racing       | Noah Strømsted |
| 2     | C2    | Spa-Francorchamps | Rafael Câmara  | Rafael Câmara     | Rafael Câmara     | Prema Racing       | Noah Strømsted |
| 3     | C1    | Zandvoort         | James Wharton  | Rafael Câmara     | Tuukka Taponen    | R-ace GP           | Pedro Clerot   |
| 3     | C2    | Zandvoort         | Rafael Câmara  | Rafael Câmara     | Rafael Câmara     | Prema Racing       | Noah Strømsted |
| 4     | C1    | Budapest          | Tuukka Taponen | Tuukka Taponen    | Tuukka Taponen    | R-ace GP           | Enzo Deligny   |
| 4     | C2    | Budapest          | Tuukka Taponen | Tuukka Taponen    | Tuukka Taponen    | R-ace GP           | Enzo Deligny   |
| 5     | C1    | Mugello           | Tuukka Taponen | Brando Badoer     | Tuukka Taponen    | R-ace GP           | Ivan Domingues |
| 5     | C2    | Mugello           | Brando Badoer  | Brando Badoer     | James Wharton     | Prema Racing       | Pedro Clerot   |
| 6     | C1    | Le Castellet      | Rafael Câmara  | Rafael Câmara     | Rafael Câmara     | Prema Racing       | Ivan Domingues |
| 6     | C2    | Le Castellet      | Rafael Câmara  | Noah Strømsted    | Alessandro Giusti | ART Grand Prix     | Noah Strømsted |
| 7     | C1    | Imola             | Rafael Câmara  | Rafael Câmara     | Rafael Câmara     | Prema Racing       | Enzo Deligny   |
| 7     | C2    | Imola             | Rafael Câmara  | Alessandro Giusti | Alessandro Giusti | ART Grand Prix     | Noah Strømsted |
| 8     | C1    | Spielberg         | James Wharton  | Nicola Lacorte    | James Wharton     | Prema Racing       | Evan Giltaire  |
| 8     | C2    | Spielberg         | Noah Strømsted | Noah Strømsted    | Théophile Naël    | Saintéloc Racing   | Noah Strømsted |
| 9     | C1    | Barcelona         | James Wharton  | James Wharton     | James Wharton     | Prema Racing       | Noah Strømsted |
| 9     | C2    | Barcelona         | James Wharton  | James Wharton     | James Wharton     | Prema Racing       | Pedro Clerot   |
| 10    | C1    | Monza             | Ugo Ugochukwu  | Rafael Câmara     | Ugo Ugochukwu     | Prema Racing       | Evan Giltaire  |
| 10    | C2    | Monza             | Théophile Naël | Alessandro Giusti | Rafael Câmara     | Prema Racing       | Enzo Peugeot   |

## Clasificaciones

### Puntuaciones
| Posición | 1.º | 2.º | 3.º | 4.º | 5.º | 6.º | 7.º | 8.º | 9.º | 10.º |
| Puntos   | 25  | 18  | 15  | 12  | 10  | 8   | 6   | 4   | 2   | 1    |

### Campeonato de Pilotos
| Pos. | Piloto                 | HOC | HOC | SPA | SPA | ZAN | ZAN | BUD | BUD | MUG | MUG | LEC | LEC | IMO | IMO | SPI | SPI | BAR | BAR | MNZ | MNZ | Puntos |
| ---- | ---------------------- | --- | --- | --- | --- | --- | --- | --- | --- | --- | --- | --- | --- | --- | --- | --- | --- | --- | --- | --- | --- | ------ |
| 1    | Rafael Câmara          | 1   | 2   | 1   | 1   | 2   | 1   | 3   | 6   | 5   | 5   | 1   | 6   | 1   | 9   | 11  | 16  | 3   | 4   | 2   | 1   | 309    |
| 2    | James Wharton          | 3   | Ret | DNS | 3   | 13  | 14  | 6   | 4   | 7   | 1   | 6   | 9   | 3   | 3   | 1   | 5   | 1   | 1   | 3   | 3   | 236    |
| 3    | Tuukka Taponen         | 2   | 9   | 13  | 5   | 1   | 6   | 1   | 1   | 1   | 4   | 5   | Ret | 2   | Ret | 12  | Ret | 2   | Ret | 9   | Ret | 198    |
| 4    | Alessandro Giusti      | 8   | 14  | 7   | 4   | 3   | 3   | 4   | 7   | 11  | 8   | 7   | 1   | 5   | 1   | 3   | Ret | 8   | 2   | Ret | 2   | 195    |
| 5    | Brando Badoer          | 4   | 5   | 8   | 10  | 10  | 2   | 2   | 2   | 2   | 2   | 3   | Ret | 6   | 11  | 7   | 3   | 4   | 17  | 11  | Ret | 174    |
| 6    | Noah Strømsted         | 11  | 12  | 4   | 2   | 14  | 4   | Ret | 15  | 9   | 9   | Ret | 2   | 11  | 2   | 9   | 2   | 5   | 6   | 28† | 10  | 121    |
| 7    | Evan Giltaire          | Ret | 1   | 12  | 6   | 5   | 11  | 5   | 13  | 22  | 21  | 8   | 4   | 14  | Ret | 2   | 11  | 15  | 12  | 5   | 11  | 97     |
| 8    | Pedro Clerot           | 13  | 6   | Ret | 24  | 4   | 5   | 15  | 8   | 4   | 3   | Ret | 18  | 10  | 6   | 20  | 6   | Ret | 3   | 23† | Ret | 93     |
| 9    | Théophile Naël         | Ret | 7   | 11  | 7   | 17  | 13  | DSQ | 9   | 23  | 14  | 11  | 14  | 7   | 8   | 13  | 1   | 6   | 11  | 4   | 4   | 81     |
| 10   | Ivan Domingues         | 5   | 3   | 17  | 27  | 7   | 7   | 10  | 17  | 3   | 7   | 4   | 8   | Ret | 16  | 18  | 10  | 10  | 10  | 13  | 15  | 78     |
| 11   | Ugo Ugochukwu          | 7   | Ret | 15  | 21  | 28  | 10  | 8   | 3   | 10  | 13  | DSQ | DSQ | 15  | 5   | 8   | 20  | Ret | 8   | 1   | 7   | 76     |
| 12   | Enzo Deligny           | 10  | 4   | 9   | 8   | 6   | 12  | 14  | 5   | 18  | 17  | 19  | 5   | 4   | Ret | 16  | Ret | 12  | 9   | 15  | 16  | 61     |
| 13   | Zachary David          | Ret | 16  | 3   | 12  | 8   | 18  | 7   | 12  | 12  | 6   | 16  | 7   | 27  | 4   | Ret | 9   | 21  | 13  | 14  | 8   | 58     |
| 14   | Roman Bilinski         | 9   | 11  | 2   | 29† |     |     |     |     |     |     |     |     | 9   | 7   | 4   | 8   | 9   | Ret | 7   | 26  | 52     |
| 15   | Enzo Peugeot           | 16  | 24  | 6   | 9   | 9   | 8   | DSQ | 24  | 16  | 11  | 12  | 23  | Ret | Ret | 5   | 12  | 7   | 7   | 8   | 5   | 52     |
| 16   | Nikita Bedrin          | 6   | 8   |     |     | 11  | 9   |     |     | 8   | 16  |     |     | Ret | 10  | 15  | 7   | 20  | 21  | 17  | 6   | 33     |
| 17   | Matteo De Palo         | 15  | 13  | 5   | 11  | Ret | Ret | DSQ | 10  | 19  | 18  | 10  | 15  | 8   | Ret | 10  | 4   | 22  | Ret | 25† | Ret | 29     |
| 18   | Kanato Le              | 19  | Ret | 20  | 20  | 12  | 15  | 16  | 16  | 17  | 19  | 17  | 3   | 16  | Ret | 19  | 15  | 14  | 5   | 16  | 9   | 27     |
| 19   | Michael Belov          |     |     |     |     |     |     | 12  | 11  | 6   | 12  | 2   | Ret |     |     |     |     |     |     |     |     | 26     |
| 20   | Valerio Rinicella      | 14  | 20  | 14  | 14  | Ret | 27  | 11  | 19  | 15  | 15  | 13  | 12  | 13  | 19  | 6   | Ret | 13  | 15  | 6   | 12  | 16     |
| 21   | Nicola Lacorte         | 18  | 10  | 16  | 13  | 18  | 16  | 13  | Ret | 20  | 20  | 9   | 16  | 19  | 13  | 22  | 21  | 16  | 16  | Ret | 14  | 3      |
| 22   | Ruiqi Liu              | 17  | 18  | 18  | 18  | 25  | 23  | 9   | 18  | 13  | 10  | 14  | 17  | 17  | 18  | Ret | 18  | 18  | Ret | 24† | 19  | 3      |
| 23   | Nikhil Bohra           | 12  | 22  | 10  | 17  | 15  | 19  | 17  | 14  | 21  | 26  | 15  | 11  | 18  | Ret | 24  | 19  | 19  | Ret | 10  | 13  | 2      |
| 24   | Giovanni Maschio       | 20  | 15  | Ret | 16  | 19  | 21  | 18  | 20  | Ret | 23  | 26  | 10  | 21  | Ret | 14  | 13  | 17  | 22  | Ret | 17  | 1      |
| 25   | Romain Andriolo        | 21  | 17  | Ret | Ret | 21  | Ret | 19  | Ret | 24  | 22  | 20  | 26  | 24  | 15  | 21  | Ret | 11  | 14  | 19  | Ret | 0      |
| 26   | Nandhavud Bhirombhakdi | 27  | 21  | 26  | Ret | 26  | 25  | 25  | 26  | 14  | Ret | Ret | Ret | 12  | 12  | Ret | Ret | 23  | 27  | 12  | 21  | 0      |
| 27   | Doriane Pin            | 23  | 23  | 22  | WD  |     |     |     |     | 26  | 24  | Ret | 13  | 25  | Ret | 17  | 17  | 24  | 20  | 21  | 25  | 0      |
| 28   | Marta García           | 24  | 25  | 21  | 15  | 24  | 22  | 20  | Ret | 31  | 27  | 18  | 20  | 23  | 17  | 23  | 14  | 29  | 24  | 20  | 20  | 0      |
| 29   | Maya Weug              |     |     |     |     |     |     |     |     |     |     |     |     | 22  | 14  |     |     |     |     |     |     | 0      |
| 30   | John Bennett           |     |     |     |     | 16  | Ret |     |     |     |     |     |     |     |     |     |     |     |     |     |     | 0      |
| 31   | Edgar Pierre           | 29  | Ret | 28† | 19  | 22  | 17  | 21  | 21  | 25  | 25  | Ret | 19  | 20  | Ret | DNS | Ret | 25  | 19  | 18  | 18  | 0      |
| 32   | Alex Sawer             | 25  | Ret | 24  | 28† | 23  | 24  | 22  | 22  | 28  | 32† | 21  | 21  |     |     | WD  | WD  | 26  | 18  | 26† | 23  | 0      |
| 33   | Jesse Carrasquedo Jr.  | 22  | 19  | 23  | 23  | 20  | 20  | 24  | 23  |     |     |     |     |     |     |     |     |     |     |     |     | 0      |
| 34   | Costa Toparis          | 28  | Ret | 19  | 22  |     |     |     |     |     |     |     |     |     |     |     |     |     |     |     |     | 0      |
| 35   | Yaroslav Veselaho      | Ret | 26  | 25  | 26  | 29  | 28  | 23  | 28  | 27  | 29  | 23  | 28  | 26  | 20  | Ret | WD  | DNS | 26  | 22  | 22  | 0      |
| 36   | Álvaro Cho             |     |     |     |     |     |     |     |     | 29  | 30  | 22  | 24  |     |     |     |     |     |     |     |     | 0      |
| 37   | Léna Bühler            | 26  | Ret | 27  | 25  | 27  | 26  | Ret | 25  | Ret | 28  | DNS | 22  |     |     |     |     |     |     |     |     | 0      |
| 38   | Enzo Scionti           |     |     |     |     |     |     |     |     |     |     |     |     |     |     |     |     | 28  | 23  |     |     | 0      |
| 39   | Jett Bowling           |     |     |     |     |     |     |     |     |     |     |     |     |     |     |     |     | 27  | 25  | 27† | 24  | 0      |
| 40   | Gao Yujia              |     |     |     |     |     |     | Ret | 27  | 30  | 31  | 24  | 25  |     |     |     |     |     |     |     |     | 0      |
| 41   | Isaac Barashi          |     |     |     |     |     |     | 26  | Ret |     |     | 25  | 27  |     |     |     |     |     |     |     |     | 0      |
| Pos. | Piloto                 | HOC | HOC | SPA | SPA | ZAN | ZAN | BUD | BUD | MUG | MUG | LEC | LEC | IMO | IMO | SPI | SPI | BAR | BAR | MNZ | MNZ | Puntos |

| Color     | Resultado                                                               |
| --------- | ----------------------------------------------------------------------- |
| Oro       | Ganador                                                                 |
| Plata     | 2.ª plaza                                                               |
| Bronce    | 3.ª plaza                                                               |
| Verde     | Finalizó en los puntos                                                  |
| Azul      | Finalizó sin puntos                                                     |
| Azul      | NC - No clasificado                                                     |
| Violeta   | Ret - No terminó (Carrera)                                              |
| Rojo      | DNQ - No se clasificó                                                   |
| Negro     | DSQ - Descalificado                                                     |
| Blanco    | DNS - No empezó (carrera)                                               |
| Blanco    | WD - Retirado (fin de semana)                                           |
| Blanco    | C - Carrera cancelada                                                   |
| Sin color | DNP - Inscrito pero no participó                                        |
| Sin color | INJ - Lesionado                                                         |
| Sin color | EX - Excluido                                                           |
| Estado    | Resultado                                                               |
| Negrita   | Pole position                                                           |
| Cursiva   | Vuelta rápida                                                           |
| †         | Abandona, pero clasifica al completar el porcentaje requerido para ello |

| Novato |

### Citas
1. ↑  «James Wharton wins Race 2 as Rafael Camara is crowned Formula Regional European Championship by Alpine Champion». Campeonato de Fórmula Regional Europea (en inglés). 29 de septiembre de 2024. Consultado el 29 de septiembre de 2024.
2. 1 2 3  Gascoigne, Roger (1 de diciembre de 2023). «Nael, de Palo and Peugeot form Sainteloc’s all-rookie 2024 FREC line-up». FormulaScout.com (en inglés). Consultado el 1 de diciembre de 2023.
3. ↑  «PREMA RACING ANNOUNCES UGOCHUKWU FOR 2024 FRECA PROGRAMME». Prema Racing (en inglés). 3 de noviembre de 2023. Consultado el 3 de noviembre de 2023.
4. ↑  «CAMARA, PREMA EXTEND COLLABORATION INTO 2024 FRECA SEASON». Prema Racing (en inglés). 13 de diciembre de 2023. Consultado el 13 de diciembre de 2023.
5. ↑  «WHARTON MAKES THE JUMP TO FRECA WITH PREMA RACING». Prema Racing (en inglés). 3 de enero de 2024. Consultado el 3 de enero de 2024.
6. ↑  «TRIDENT RETAINS BILINSKI FOR 2024 FRECA». Trident Motorsport (en inglés). 18 de diciembre de 2023. Consultado el 18 de diciembre de 2023.
7. ↑  «NICOLA LACORTE JOINS TRIDENT FOR 2024 FRECA». Trident Motorsport (en inglés). 12 de diciembre de 2023. Consultado el 12 de diciembre de 2023.
8. ↑  «TRIDENT COMPLETES 2024 LINEUP WITH RUIQI LIU». Trident Motorsport (en inglés). 22 de diciembre de 2023. Consultado el 22 de diciembre de 2023.
9. ↑  Wood, Ida (11 de abril de 2024). «KIC Motorsport completes its FREC line-up with Alex Sawer». FormulaScout.com (en inglés). Consultado el 11 de abril de 2024.
10. ↑  «We are delighted to welcome the 17-year-old Nandhavud Bhirombhakdi to KIC Motorsport for the 2024 Formula Regional European Championship (FRECA) season. This marks his first year in FRECA, following competing in Formula 4 series over the past few years. Nandhavud is all set to move up to the next level in his racing career, just before the exciting Formula 3 season starts.». KIC Motorsport en Instagram (en inglés). 2 de abril de 2024. Consultado el 2 de abril de 2024.
11. ↑  Anis, Nida (1 de marzo de 2024). «Costa Toparis Makes FRECA Debut with KIC Motorsport». Evans GP (en inglés). Consultado el 1 de marzo de 2024.
12. ↑  Wood, Ida (7 de diciembre de 2023). «Ferrari junior Tuukka Taponen steps up to FRegional with R-ace GP». FormulaScout.com (en inglés). Consultado el 7 de diciembre de 2023.
13. 1 2  Wood, Ida (10 de enero de 2024). «R-ace GP unveils its complete 2024 line-ups for FRegional and F4». FormulaScout.com (en inglés). Consultado el 10 de enero de 2024.
14. ↑  Costa, Massimo (11 de enero de 2024). «G4 Racing annuncia Le». ItaliaRacing.net (en italiano). Consultado el 12 de enero de 2024.
15. ↑  «G4 Racing is excited to annonce that Romain Andriolo will join the team for the Formula Regional European Championship by Alpine (FRECA) 2024 season». G4 Racing en Facebook (en inglés). 15 de diciembre de 2023. Consultado el 15 de diciembre de 2023.
16. ↑  «Jesse Carrasquedo pasará a la Fórmula Regional Europea en 2024». El Sol de León. 22 de diciembre de 2023. Consultado el 23 de diciembre de 2023.
17. ↑  Wood, Ida (8 de julio de 2024). «G4 Racing signs Brazilian F4 race-winner Alvaro Cho for FREC». FormulaScout.com (en inglés). Consultado el 8 de julio de 2024.
18. ↑  «ALESSANDRO GIUSTI JOINS ART GRAND PRIX FOR FRECA’S 2024 SEASON!». ART Grand Prix (en inglés). 17 de enero de 2024. Consultado el 19 de enero de 2024.
19. ↑  «LENA BÜHLER TO RACE IN FRECA WITH ART GRAND PRIX THIS SEASON!». ART Grand Prix (en inglés). 26 de enero de 2024. Consultado el 26 de enero de 2024.
20. ↑  «EVAN GILTAIRE JOINS ART GRAND PRIX FOR THIS NEW FRECA SEASON!». ART Grand Prix (en inglés). 27 de enero de 2024. Consultado el 27 de enero de 2024.
21. ↑  «YAROSLAV VESELAHO TO JOIN ART GRAND PRIX FOR 2024 FRECA SEASON!». ART Grand Prix (en inglés). 25 de enero de 2024. Consultado el 25 de enero de 2024.
22. ↑  «BEDRIN HOOKS UP WITH MP MOTORSPORT FOR FULL FRECA SEASON». MP Motorsport (en inglés). 30 de marzo de 2024. Consultado el 30 de marzo de 2024.
23. ↑  «NIKHIL BOHRA TEAMS UP WITH MP MOTORSPORT FOR REPEAT FRECA AND FRMEC ATTACK». MP Motorsport (en inglés). 4 de enero de 2024. Consultado el 4 de enero de 2024.
24. ↑  «RINICELLA STEPS UP TO FRECA WITH MP MOTORSPORT». MP Motorsport (en inglés). 18 de diciembre de 2023. Consultado el 18 de diciembre de 2023.
25. ↑  «BRANDO BADOER JOINS VAN AMERSFOORT RACING FOR 2024 FORMULA REGIONAL EUROPEAN CHAMPIONSHIP BY ALPINE». Van Amersfoort Racing (en inglés). 1 de abril de 2024. Consultado el 1 de abril de 2024.
26. ↑  «BRAZILIAN PEDRO CLEROT STEPS UP TO FRECA WITH VAR». Van Amersfoort Racing (en inglés). 11 de diciembre de 2023. Consultado el 11 de diciembre de 2023.
27. ↑  «IVAN DOMINGUES STICKS WITH VAR TO COMPETE IN FRECA». Van Amersfoort Racing (en inglés). 25 de enero de 2024. Consultado el 25 de enero de 2024.
28. ↑  «MARTA GARCIA JOINS PREMA FOR 2024 FORMULA REGIONAL EUROPEAN CHAMPIONSHIP BY ALPINE». Prema Racing (en inglés). 27 de octubre de 2023. Consultado el 29 de octubre de 2023.
29. ↑  Wood, Ida (18 de abril de 2024). «Iron Dames to enter FREC with Garcia and Pin as driver line-up». FormulaScout.com (en inglés). Consultado el 18 de abril de 2024.
30. ↑  «DRIVER ANNOUNCEMENT | 🇫🇷 Edgar Pierre joins RPM in FRECA this season! The 17-year-old raced in French F4 last year, finishing ninth with one podium. He also competed in the final two FRMEC rounds this year.». Feeder Series en Twitter (en inglés). 6 de marzo de 2024. Consultado el 6 de marzo de 2024.
31. ↑  «NOAH STRØMSTED JOINS RPM IN 2024». Race Performance Motorsport (en inglés). 18 de octubre de 2023. Consultado el 29 de octubre de 2023.
32. ↑  «Maschio cambia casacca Sarà al via con RPM nel 2024 - REGIONAL BY ALPINE». www.italiaracing.net (en italiano). Consultado el 4 de enero de 2024.
33. ↑  «2024 FORMULA REGIONAL EUROPEAN CHAMPIONSHIP BY ALPINE REVEALS EXCITING CALENDAR». Campeonato de Fórmula Regional Europea (en inglés). 13 de octubre de 2023. Consultado el 29 de octubre de 2023.